# Élections sénatoriales tchèques de 2018

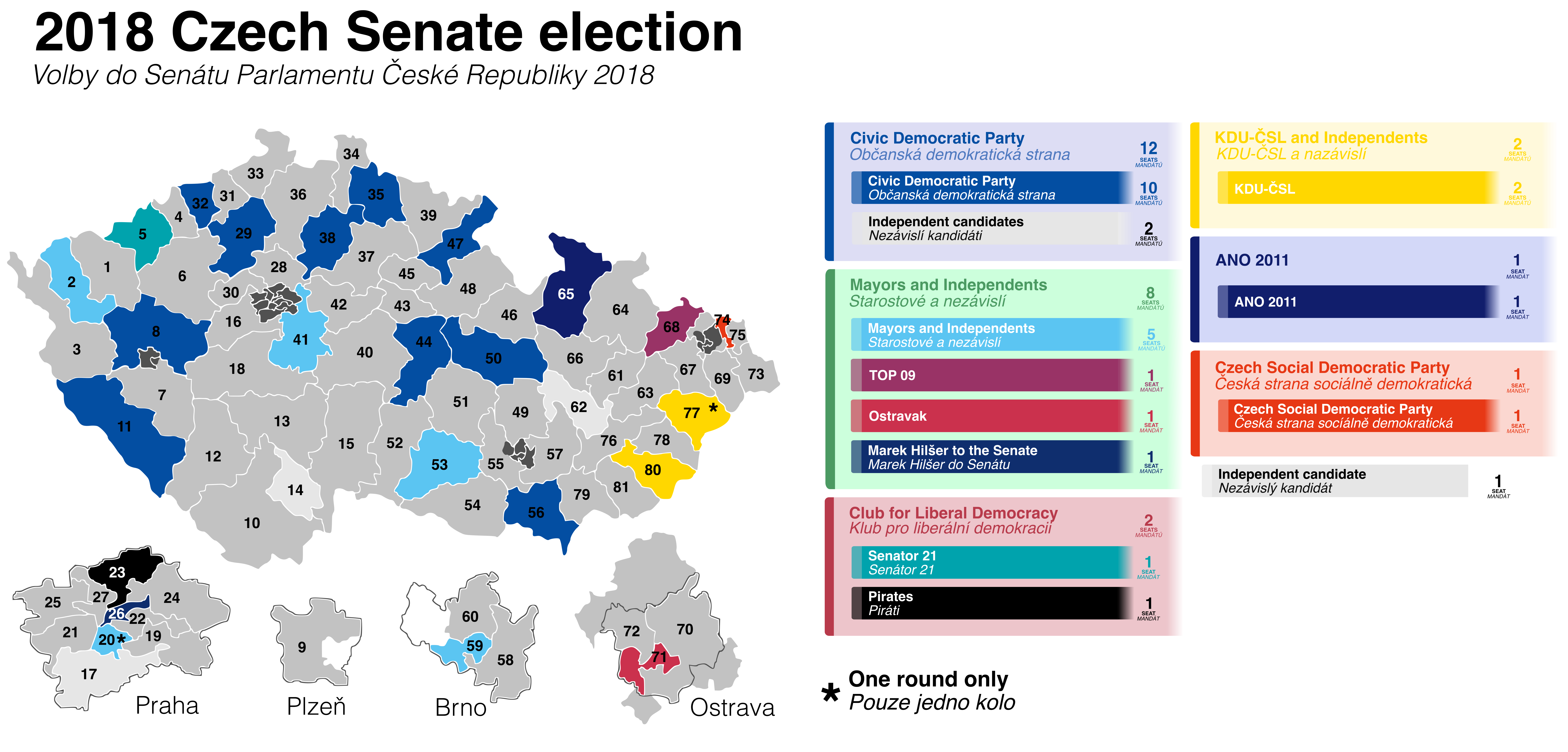
Carte des résultats

Le premier tour des élections sénatoriales tchèques de 2018 a lieu les 5 et 6 octobre 2018 en Tchéquie afin de renouveler un tiers du Sénat. Des élections municipales ont lieu en même temps que le premier tour. Un second tour est organisé les 12 et 13 octobre dans la plupart des circonscriptions.

## Système électoral
Le Sénat est la chambre haute du parlement bicaméral tchèque. Il est composé de 81 sièges renouvelés par tiers tous les deux ans, les sénateurs étant élus pour un mandat de 6 ans au scrutin uninominal majoritaire à deux tours. Les candidats, âgés d'au minimum quarante ans, de nationalité tchèque et disposant de leurs droits civiques doivent réunir la majorité absolue au premier tour ou, à défaut, arriver en tête lors d'un second tour organisé six jours plus tard entre les deux candidats arrivés en tête au premier.

## Résultats
| Partis                    | Partis                                                                | Premier tour | Premier tour | Second tour | Second tour | Sièges | Sièges | +/-           |
| Partis                    | Partis                                                                | Voix         | %            | Voix        | %           | Élus   | Total  | +/-           |
| ------------------------- | --------------------------------------------------------------------- | ------------ | ------------ | ----------- | ----------- | ------ | ------ | ------------- |
|                           | Parti démocratique civique (ODS)                                      | 163 630      | 15,02        | 116 376     | 27,82       | 10     | 16     | 7             |
|                           | ANO 2011                                                              | 147 477      | 13,54        | 57 500      | 13,75       | 1      | 7      | en stagnation |
|                           | Parti social-démocrate tchèque (ČSSD)                                 | 100 478      | 9,22         | 33 887      | 8,10        | 1      | 13     | 12            |
|                           | Union chrétienne démocrate - Parti populaire tchécoslovaque (KDU-ČSL) | 99 383       | 9,12         | 34 833      | 8,33        | 2      | 16     | 2             |
|                           | Parti communiste de Bohême et Moravie (KSČM)                          | 80 371       | 7,38         | 3 578       | 0,86        | 0      | 0      | 1             |
|                           | Maires et Indépendants (STAN)                                         | 65 576       | 6,02         | 47 317      | 11,31       | 5      | 10     | 5             |
|                           | Liberté et démocratie directe (SPD)                                   | 70 110       | 6,44         |             |             | 0      | 0      | en stagnation |
|                           | Parti pirate (ČSP)                                                    | 63 132       | 5,80         | 18 048      | 4,31        | 1      | 1      | en stagnation |
|                           | TOP 09                                                                | 41 980       | 3,85         | 22 580      | 5,40        | 1      | 3      | 1             |
|                           | Sénateur 21 (SEN 21)                                                  | 33 860       | 3,11         | 24 250      | 5,80        | 1      | 6      | Nv            |
|                           | Liste Marek Hilšer                                                    | 15 045       | 1,38         | 11 903      | 2,85        | 1      | 1      | 1             |
|                           | Parti des propriétaires libres (SsČR)                                 | 12 265       | 1,13         | 7 126       | 1,72        | 0      | 1      | en stagnation |
|                           | Ostravak                                                              | 6 178        | 0,57         |             |             | 1      | 1      | 1             |
|                           | Mouvement pour Prague 11                                              | 4 980        | 0,46         |             |             | 0      | 1      | en stagnation |
|                           | Parti vert                                                            | 1 818        | 0,17         |             |             | 0      | 1      | 3             |
|                           | Autres partis                                                         |              |              |             |             | 0      | 0      | en stagnation |
|                           | Indépendants                                                          | 95 197       | 8,74         | 35 938      | 8,59        | 3      | 4      | 2             |
|                           |                                                                       |              |              |             |             |        |        |               |
| Suffrages exprimés        | Suffrages exprimés                                                    | 1 089 689    | 93,97        | 417 772     | 99,49       |        |        |               |
| Votes blancs et invalides | Votes blancs et invalides                                             | 69 914       | 6,03         | 2 151       | 0,51        |        |        |               |
| Total                     | Total                                                                 | 1 159 603    | 100          | 419 923     | 100         | 27     | 81     | en stagnation |
| Abstentions               | Abstentions                                                           | 1 584 142    | 57,74        | 2 127 565   | 83,52       |        |        |               |
| Inscrits / participation  | Inscrits / participation                                              | 2 743 745    | 42,26        | 2 547 488   | 16,50       |        |        |               |